# Andrija I.
Andrija I. (mađ. I. András) (?, oko 1015. – Zirc, prije 6. prosinca 1060.), ugarski kralj od 1046. do 1060. godine iz dinastije Arpadovića. Potomak je mlađe grane dinastije, koja vuče porijeklo od njegova djeda, vojvode Mihaela († oko 990.), mlađeg sina velikog kneza Takšonja († oko 970.), od kojeg potječu svi kasniji članovi kraljevske dinastije.
Godine 1031. umro je Emerik, sin prvog ugarskog kralja Stjepana I. († 1038.), nakon čega je kralj oslijepio svog rođaka Vazula, koji je imao pravo na prijestolje, kako bi krunu ostavio nećaku Petru, iz mletačke obitelji Orseolo. Stjepan I. je Vazulove sinove Andriju, Belu i Leventa prognao iz Ugarske. Našli su utočište u Češkoj, na dvoru kneza Oldrika. U isto vrijeme, u prognanstvu u Češkoj bio je i poljski kralj Mješko II., koji se vratio 1032. godine u Poljsku i ponovno preuzeo prijestolje, a s njim su došli i Vazulovi prognani sinovi. Bela se oženio kćerkom poljskog kralja, a druga dvojica braće su napustila Poljsku i naposljetku došla u Kijev, na dvor velikog kneza Jaroslava Mudrog.
Godine 1046. izbila je u Ugarskoj pobuna poganskih vođa protiv kralja Petra Orseola i crkvenih prelata. Ustanici su uništavali crkve i ubijali svećenstvo i biskupe. Pozvali su braću Andriju i Levanta da se vrate iz progonstva i stanu na čelo pobune. Andrija je prihvatio zahtjeve poganskih pobunjeničkih vođa kako bi ratovali uz njega. Tijekom sukoba, Andrija je porazio kralja Petra, namamio ga na sastanak te zarobio i dao oslijepiti, nakon čega je preuzeo kraljevsku krunu. Okrunjen je krajem iste godine ili početkom 1047. godine u Stolnom Biogradu.
Kako bi osigurao svoju vladavinu, tražio je priznanje od njemačkog cara Henrika III. (1046. – 1056.), a zauzvrat mu je nudio godišnji danak i vjernu službu. Godine 1048. pozvao je brata Belu da se vrati iz Poljske u Ugarsku i predao mu na upravu jednu trećinu kraljevstva. U kolovozu 1051. njemačka carska vojska napala je Ugarsku, ali su braća Andrija I. i Bela uspješno primijenili taktiku spaljene zemlje pa se njemačka vojska morala povući. Kralj Andrija I. je pokrenuo nove pregovore s njemačkim carem, ali su propali. Sljedećeg ljeta, njemačke su snage započele opsadu Požuna, a mir je sklopljen tek na intervenciju rimskog pape Lava IX. (1049. – 1054.). Andrija I. se nije držao dogovorenih obaveza, već je sklopio savez s bavarskim vojvodom Konradom, protivnikom njemačkog cara.
Andrijina supruga, kraljica Anastazija Kijevska je 1053. godine rodila sina Salomona, kojemu je otac Andrija I. odlučio osigurati nasljedstvo krune, unatoč činjenici da je po pravilu seniorata, veće pravo na nasljedstvo krune imao njegov brat Bela. Kako bi učvrstio šanse svog sina za nasljedstvo krune, okrunio ga je 1057. godine za suvladara i objavio zaruke svog sina s Juditom kćerkom pokojnog cara Henrika III. i sestrom novog njemačkog cara Henrika IV. (1056. – 1105.), koji je tada bio maloljetan te je u njegovo ime upravljala zemljom njegova majka, carica Agneza. Kralj Andrija I. je prisilio svog brata, vojvodu Belu da se odrekne krune, ali je Bela nakon dogovora, kojim je sebi spasio život, pobjegao u Poljsku, na dvor poljskog kralja Boleslava II. Smjelog (1058. – 1079.), uz pomoć čije vojske je napao Ugarsku, kako bi bratu Andriji preoteo krunu. U isto vrijeme, Andrija I. je dobio pomoć od njemačke regentice, carice Agneze te je uz pomoć njene vojske suprotstavio mlađem bratu. U odlučujućoj bitci, Andrija I. je teško ranjen i morao se povući. Pri bjegu su ga uhvatili bratovi ljudi, zatočili ga te je uskoro preminuo, vjerojatno tijekom studenog 1060. godine. 
| Prethodnik:                   | ugarski kralj (1046. – 1060.) | Nasljednik:             |
| Petar Orseolo (1044. – 1046.) | ugarski kralj (1046. – 1060.) | Bela I. (1060. – 1063.) |